# Chodov (nádraží)
Chodov je železniční stanice v jihovýchodní části města Chodov v okrese Sokolov ve Karlovarském kraji nedaleko Chodovského potoka. Leží na dvoukolejné elektrizované trati Chomutov–Cheb (25 kV, 50 Hz AC).

## Historie
Staniční budova zde byla zbudována v rámci budování trati z Chomutova do Chebu, čímž došlo k napojení dalších hnědouhelných důlních oblastí, včetně tech v sokolovské pánvi. Výstavbu a provoz trati financovala a provozovala soukromá společnost Buštěhradská dráha. Pravidelný provoz byl zahájen 19. září 1870. Autorem univerzalizované podoby stanic byl vrchní projektant BEB Ing. arch. Josef Chvála. Vedle staniční budovy vyrostl též objekt nákladového nádraží. Roku 1881 otevřela Rakouská společnost místních drah (ÖLEG) svou trať z Chodova do Nejdku.
ÖLEG byla zestátněna roku 1894 (dráhu převzaly Císařsko-královské státní dráhy, po roce 1918 ČSD), Buštěhradská dráha až roku 1923, provoz tehdy definitivně převzaly Československé státní dráhy (ČSD). Železniční napájecí soustava sem byla dovedena 1. června 1983.

## Modernizace
V letech 2017-2019 byla dokončena rekonstrukce stanice a úpravy parametrů nádraží na koridorovou stanici: byla zvýšena průjezdová rychlost stanicí, vznikla dvě zastřešená ostrovní nástupiště s podchody a výtahy, elektronickým informačním systémem pro cestující, drážní budovy prošly rekonstrukcí. Na konci února 2024 pak došlo k otevření nové a moderní výpravní budovy. Stávající budova z 19. století bude posléze stržena a nahrazena točnou autobusů.